# Valtatie 19

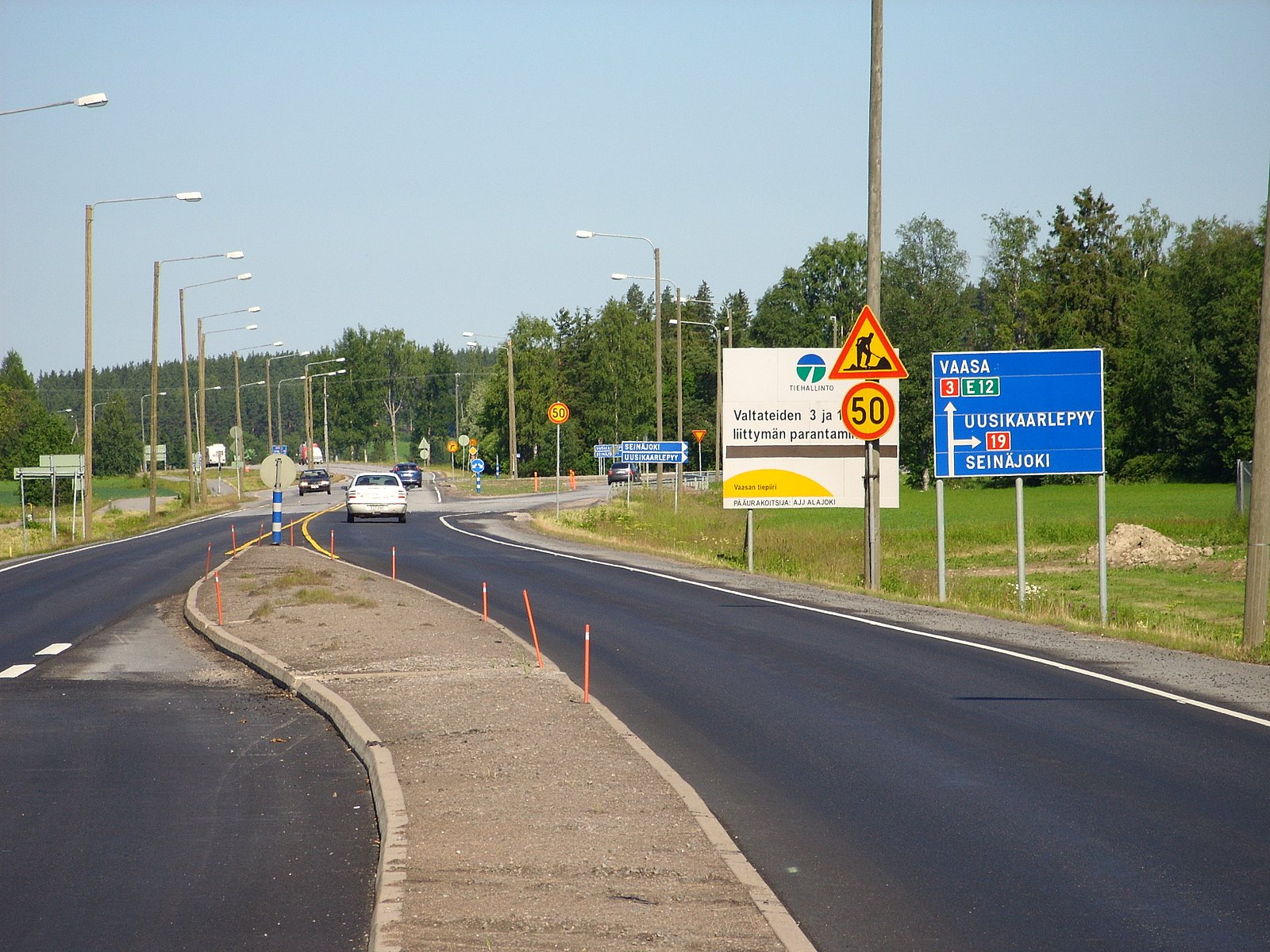
Intersezione fra la Valtatie 19 e la Valtatie 3 nei pressi di Jalasjärvi

La Valtatie 19 (in svedese Riksväg 19) è una strada statale finlandese. Ha inizio a Jalasjärvi e si dirige verso nord, verso il Golfo di Botnia, dove si conclude dopo 129 km nei pressi di Nykarleby.

## Percorso
La Valtatie 19 tocca i comuni di Ilmajoki, Seinäjoki, Lapua, Kauhava e Ytterjeppo

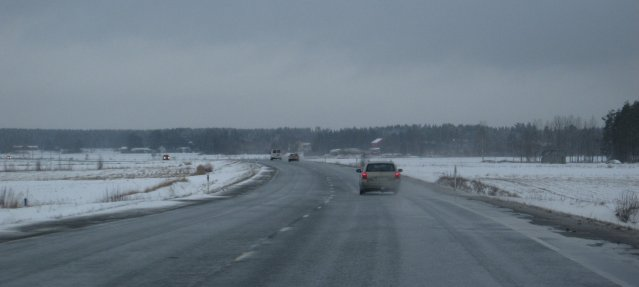
La Valtatie 19 ad Alahärmä